# 枫丹欧皮尔
方丹欧皮尔（法語：Fontaine-au-Pire，法語發音：[fɔ̃tɛn o piʁ]）是法国上法蘭西大區北部省的一个市镇，位于该省东南部，属于康布雷区。

## 地理
方丹欧皮尔（50°7'48"N, 3°22'29"E）面积7.57 平方千米，位于法国上法蘭西大區北部省，该省份为法国最北部的省份及最长的省份，西北濒北海，西接加来海峡省，南至埃纳省和索姆省，东与比利时接壤。
与方丹欧皮尔接壤的市镇（或旧市镇、城区）包括：博瓦昂康布雷西、卡尼耶尔、卡特尼耶尔、科德里、欧库尔昂康布雷西、利尼昂康布雷西。
方丹欧皮尔的时区为UTC+01:00、UTC+02:00（夏令时）。

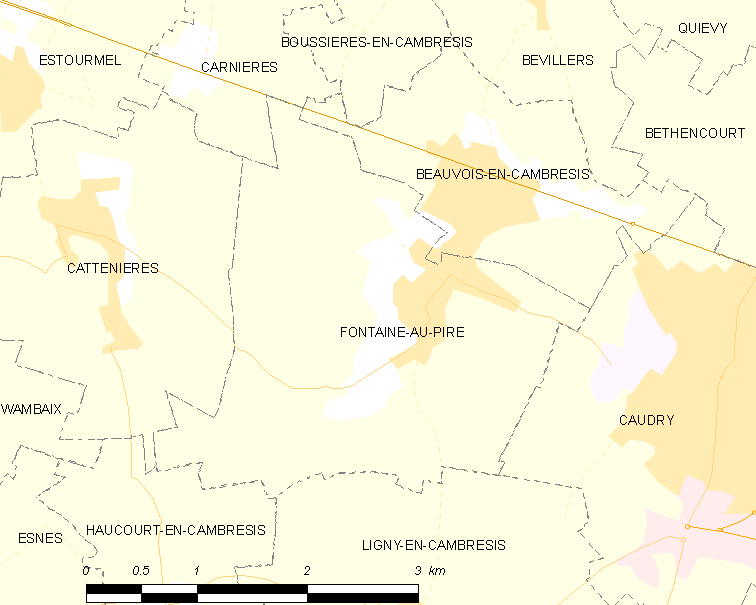
方丹欧皮尔的OSM定位图

## 行政
方丹欧皮尔的邮政编码为59157，INSEE市镇编码为59243。

## 政治
方丹欧皮尔所属的省级选区为勒卡托康布雷西县。

## 人口

1962-2008年间方丹欧皮尔人口变化图示

方丹欧皮尔于2022年1月1日时的人口数量为1209人。